# 7698 Schweitzer
A 7698 Schweitzer (ideiglenes jelöléssel 1989 AS6) a Naprendszer kisbolygóövében található aszteroida. Freimut Börngen fedezte fel 1989. január 11-én.